# A puerta cerrada (álbum)
A puerta cerrada es el primer álbum de la banda Fito & Fitipaldis, que fue lanzado el 23 de octubre de 1998. Su vocalista, Fito, militaba conjuntamente en otro grupo español de rock: Platero y Tú. Fue grabado en diciembre de 1997 pero se demoró su salida para no interferir en la gira que estaba llevándose a cabo con Platero y Tú. Es un disco principalmente acústico, en el que se mezclan el Rock & Roll, el Swing, o el Blues, pero siempre con un sonido muy sencillo y cercano. Para su grabación contó con Miguel Colino (bajista de Extremoduro), Txus Alday a las guitarras, y "Polako" y Arturo a la batería y la percusión respectivamente. En temas concretos colaboraron José Alberto Bátiz y Javier Alzola, quienes a partir del segundo disco serían guitarra y saxo respectivamente de la formación de los Fitipaldis. También colaboran puntualmente Robe de Extremoduro y Uoho de Platero.
Como curiosidad, el primer corte, "Rojitas las orejas", fue más tarde grabado por otro proyecto en el que Fito participó, Extrechinato y Tú; aunque esta vez con un sonido más roquero, uniendo los versos de Manolo Chinato a la letra del tema de Fito sobre una base musical más potente.

## Lista de canciones
1. "Rojitas las orejas" - 3:45
2. "Trozos de cristal" (Con Roberto Iniesta de Extremoduro) - 3:41
3. "Barra americana" - 2:40
4. "Mirando al cielo" - 4:13
5. "Quiero beber hasta perder el control" (Versión de Los Secretos) - 2:55
6. "El lobo se espanta" - 3:55
7. "¡Qué divertido!" - 2:50
8. "Trapos sucios" - 3:02
9. "Ojos de serpiente" - 3:07
10. "El funeral" - 1:45

## Miembros del grupo
- Adolfo "Fito" Cabrales: Voz y guitarras
- Txus Alday: Guitarras
- Miguel Colino: Bajo
- Polako: Batería
- Arturo: Percusión y coros

Amigos:
- Iñaki "Uoho" Antón (Platero y Tú, Extremoduro, Inconscientes): Solo de guitarra en "Trozos de Cristal" y Trombón en "El funeral"
- Robe (Extremoduro): Voz en "Trozos de cristal"
- José Alberto Bátiz: Solo de guitarra en "Trozos de cristal" y guitarra slide en "El lobo se espanta"
- Javier Alzola: Saxo en "Ojos de serpiente"

Otras colaboraciones:
- Mario Larrañaga: Piano en "Rojitas las orejas" y "Quiero beber..."
- Fermin Goñi: Trompeta en "Barra americana"
- Garicotx Badiola: Helicón en "El funeral"